# Sucesos del 9 de abril de 1938

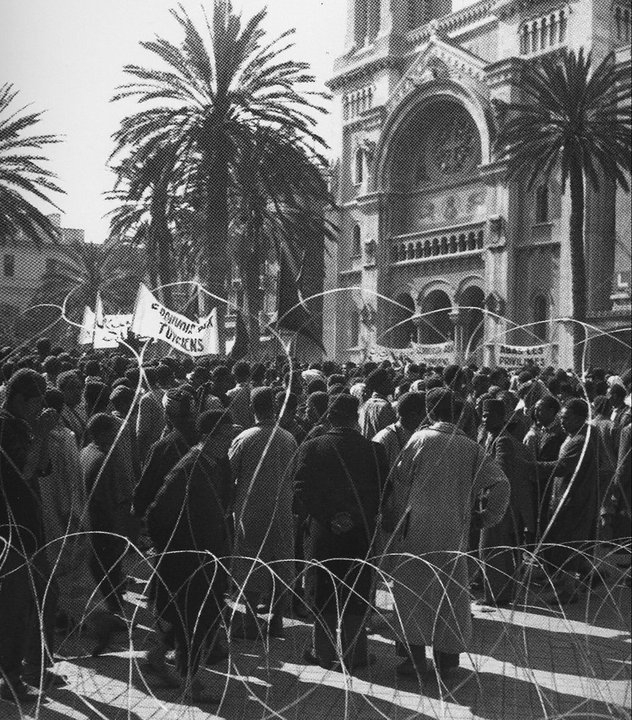
Vísperas de la manifestación del 9 de abril frente a la Catedral de San Vicente de Paúl

El 9 de abril marca el Día de los Mártires en Túnez, una fecha clave para honrar a los caídos durante los eventos del 9 de abril de 1938. Ese día, los ciudadanos se congregaron para exigir la creación de un parlamento propio, un paso decisivo hacia la autodeterminación del país. Sin embargo, su manifestación fue sofocada en la zona que actualmente ocupa la embajada de Francia y la Catedral de San Vicente de Paúl. 

## Contexto
El 2 de marzo de 1934, un grupo de jóvenes liderado por Habib Burguiba, formado en las universidades francesas, se separaron del Destour para formar el Neo-Destour: un nuevo partido más laico y abierto que el partido original, de corte conservador, fundado por Abdelaziz Thaalbi. A diferencia del primer partido, el Neo-Destour adoptó tácticas más combativas, como el boicot económico y la desobediencia civil. Estas tácticas lograron atraer un apoyo amplio entre la población tunecina, sobre todo entre la juventud y las clases trabajadoras.  
Con el fin de aliviar las crecientes tensiones entre los dos partidos rivales, se propuso un acuerdo de unificación tras el regreso de Thaalbi a Túnez después de su exilio. En lugar de aceptar el acuerdo, Burguiba optó por una respuesta más radical, enviando a sus seguidores a sabotear los actos públicos organizados por Thaalbi. Esta escalada de hostilidad culminó el 25 de septiembre de 1937, cuando estalló un violento enfrentamiento entre los militantes del Destour y el Neo-Destour.

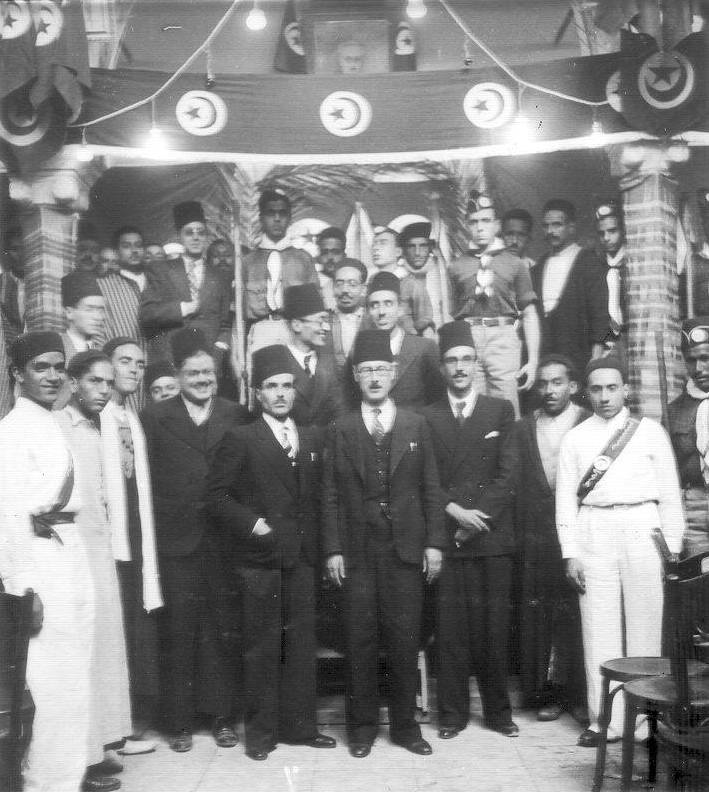
El segundo congreso del Neo-Destour

En el segundo congreso del Neo-Destour, realizado el 29 de octubre de 1937, se discutió la relación entre Túnez y Francia para la independencia, lo que conllevó a una división interna dentro del partido. A diferencia del movimiento de Thaalbi, el Neo-Destour adoptó una postura más modernizadora y cercana a las clases populares, buscando establecer conexiones más estrechas con las comunidades urbanas y rurales. Mientras que Mahmud El Materi, el primer presidente del partido Neo-Destour, defendía una postura favorable al diálogo, Burguiba se oponía a hacer concesiones y prefirió seguir adelante con una acción más decidida. Al término del congreso, El Materi, en desacuerdo con la dirección autoritaria que Burguiba estaba imponiendo al partido, presentó su renuncia a la presidencia.
Por otra parte, las reivindicaciones nacionalistas hicieron que las autoridades implementaran una serie de expulsiones contra las figuras principales del partido, incluido Burguiba, quien fue trasladado al sur del país. En este contexto de creciente represión por parte de las autoridades francesas y expulsiones de militantes neo-desturianos, se generó un gran descontento popular que desencadenó manifestaciones en todo el territorio tunecino y culminó el 8 de enero de 1938 con la muerte de siete militantes en Bizerta. Aquel día, una manifestación del Neo-Destour se dirigió al control civil de la ciudad para protestar contra la expulsión a Argelia de Hassan Nuri, el secretario de la célula.
En este clima, Habib Burguiba, con el propósito de movilizar a sus adeptos ante una represión que se preveía inminente, hizo llamamientos a la desobediencia fiscal y a la negativa a la conscripción. Además, convocó huelgas en las universidades e instó a sus seguidores a enfrentar la represión mediante la resistencia y la agitación.

## El 9 de abril de 1938

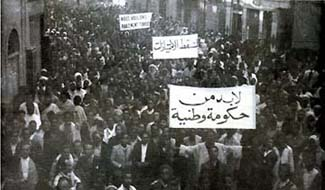
Protestas del 8 de abril de 1938

El 8 de abril, los soldados franceses se desplegaron en las principales plazas de la ciudad, tomando posiciones en previsión de una manifestación pacífica que el Neo-Destour había convocado para presionar al gobierno colonial y en la que reclamaba la instauración de un parlamento tunecino.
Por su parte, Burguiba estaba convencido de que era necesario provocar una reacción violenta para atraer la atención internacional hacia la causa tunecina. Por ello, instó a sus seguidores a continuar con las manifestaciones hasta que ocurriera un derramamiento de sangre.

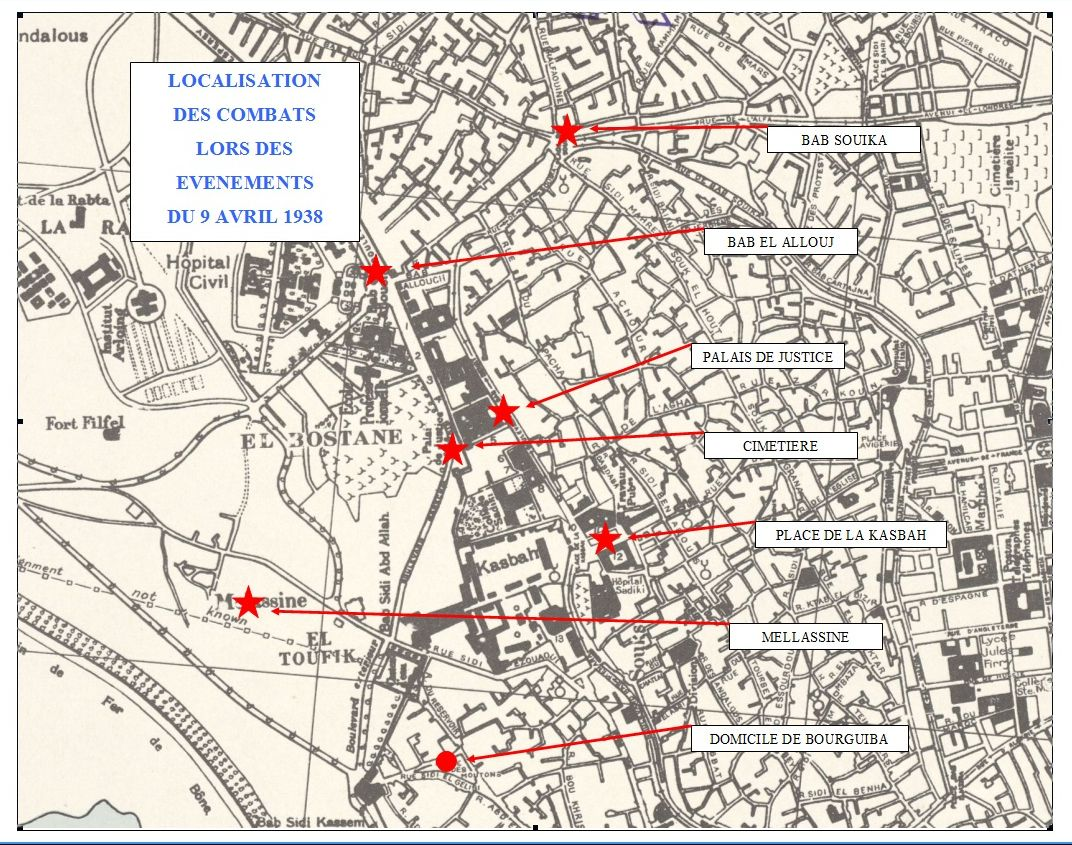
Ubicación de los enfrentamientos durante los eventos del 9 de abril de 1938 en Túnez.

Al día siguiente, el 9 de abril, se organizó una gran manifestación en Túnez para exigir la autonomía del país. A diferencia de las manifestaciones organizadas previamente, bajo la supervisión del servicio de orden del Neo-Destour, la ausencia de líderes responsables y el arresto del responsable de la juventud del movimiento Ali Belhouane, quien había liderado la protesta del 8 de abril, generaron desorden en la ciudad. Ante esta situación, se solicitó de inmediato el envío de más policías y tropas para restablecer el control. La protesta fue duramente reprimida por las fuerzas coloniales, resultando muertos 22 manifestantes y un policía francés, y hubo cerca de 150 heridos, la mayoría de ellos con edades comprendidas entre 21 y 28 años, muchos provenientes de clases sociales desfavorecidas.
Al día siguiente de los disturbios, Burguiba y otros nacionalistas fueron arrestados y encarcelados en la prisión de Túnez, acusados de conspiración y de iniciación a la guerra civil. Poco después, el Neo-Destour fue disuelto, pero sus miembros continuaron operando en la clandestinidad, manteniendo viva la llama de la resistencia.

## Conmemoración

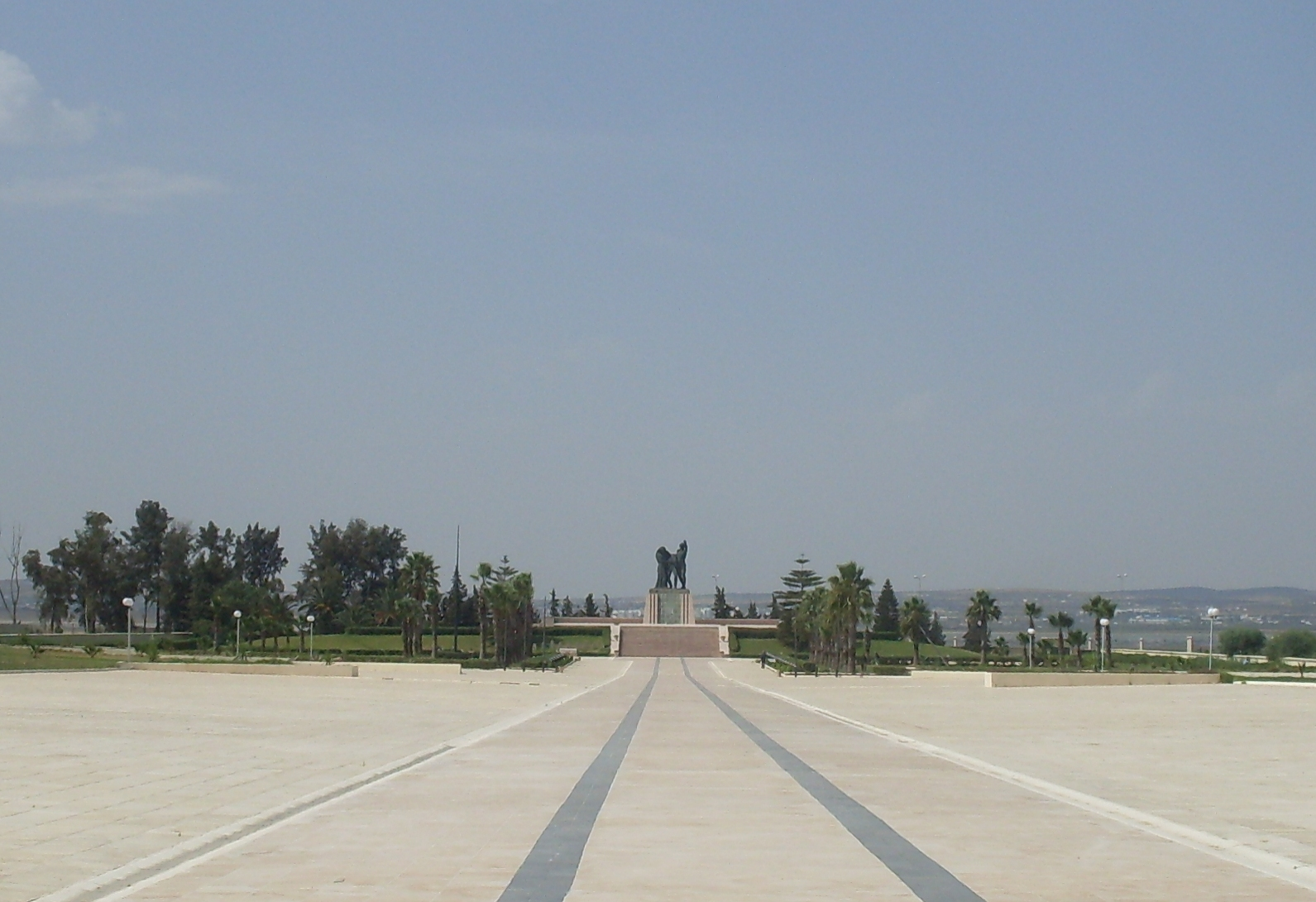
Monumento de los mártires de Sijoumi, Túnez

El Día de los Mártires, celebrado anualmente el 9 de abril, es una jornada conmemorativa y festiva que tiene lugar en el monumento de los mártires de Séjoumi, donde se rinde homenaje a quienes sacrificaron sus vidas por la libertad y la independencia de Túnez. 
Este episodio es recordado como un hito en la historia tunecina por su impacto en la cohesión nacional y en la consolidación de un movimiento independentista unificado. Aunque esta represión buscaba sofocar el movimiento independentista, tuvo el efecto contrario: la causa de la independencia ganó aún más apoyo popular, convirtiéndose en un símbolo de resistencia y de lucha contra la opresión.
La oficialización del 9 de abril como Día de los Mártires fue instaurada tras la independencia de Túnez, bajo el liderazgo de Habib Burguiba y el Movimiento Neo-Destour, como un homenaje a los patriotas que perdieron la vida por la causa de la liberación nacional.

## Lista de víctimas
La lista de víctimas tunecinas de los hechos de ese día:
1. Abdallah Boukhris ( árabe  : عبد الله بوخريص )
2. Abdelaziz Sayah ( árabe  : عبد العزيز الصيّاح )
3. Ahmed Ayachi ( árabe  : احمد العياشي )
4. Ahmed Jlidi ( árabe  : احمد الجليدي )
5. Ali Ennouri ( árabe  : علي النوري )
6. Ali Jridi ( árabe  : علي الجريدي )
7. Bechir Dhaoui ( árabe  : البشير الضاوي )
8. Belgacem Chaouat ( árabe  : بلقاسم شواط )
9. Hamadi Kéfi ( árabe  : حمادي الكافي )
10. Hamida Hammami ( árabe  : حميدة الهمامي )
11. Mohamed Achouri ( árabe  : محمد العاشوري )
12. Mohamed Ben Khelifa ( árabe  : محمد بن خليفة )
13. Mohamed Haddad ( árabe  : محمد الحداد )
14. Mohamed Hssine ( árabe  : محمد حسين )
15. Mohamed Krid ( árabe  : محمد كريد )
16. Mohamed Lazreg ( árabe  : محمد الازرق )
17. Mohamed Mars ( árabe  : محمد مرس )
18. Mohamed Moussa ( árabe  : محمد موسى )
19. Nasr Ghomrasni ( árabe  : نصر الغمراسني )
20. Said Ben Andallah ( árabe  : سعيد بن عبد الله )
21. Said Ben Massaoud ( árabe  : سعيد بن مسعود )
22. Tahar Mejri ( árabe  : الطاهر الماجري )